# Duroia maguirei
El borojó silvestre o huitillo grande (Duroia maguirei) es un árbol de la familia de las rubiáceas, nativo del escudo guyanés, que se encuentra en los bosques húmedos del noroccidente de la Amazonia y el sur de la Orinoquia, en Brasil, Venezuela, y Colombia.

## Descripción
Alcanza 8  a 10 m de altura. Hojas elípticas, coriáceas, de color verde oscuro por encima, verde opaco por debajo. Flor de color blanco cremoso. El fruto es globoso, de color verde, se vuelve amarillo o marrón al madurar y su pulpa es comestible y muy apetecida por los nativos por su sabor y volumen.

## Taxonomía
Duroia maguirei fue descrita por Julian Alfred Steyermark y publicado en Memoirs of The New York Botanical Garden 23: 343. 1972.